# 宇野収
宇野 収（うの おさむ、1917年5月29日 - 2000年11月12日）は、日本の実業家。東洋紡績社長や関経連会長を務めた。

## 経歴

### 生誕から海軍士官時代
1917年、京都市上京区（現・左京区）東丸太町の野村家で3人兄妹の次男として生まれる。2歳の時に妹の出産時の産褥熱が原因で母が亡くなり、錦林小学校4年生の時に銀行員だった父も逝去した。その後は父の遺産の貸家で生計を立てた継母に育てられ、京都三中に進学。成績は校内で上位だったが受験の直前に肺尖カタルにかかって一年間浪人し、旧制三高に入学した。
自宅から三高までは徒歩20分程度の距離だったが兄の勧めで学生寮に入り、水泳部で選手やマネージャーを務めた。北村久寿雄と一緒に泳いだ事もあったという。統制経済の傾向が強まっていた事から官僚を目指して東京帝大を受験し、東京のドイツ語予備校での1年間の浪人を経て法学部政治学科に入学。2年生の夏に同級生の本田早苗らとともに高文試験の対策勉強をしたが、難度の高さから進路を変更したという。三井物産に勤務していた兄の影響などで三菱商事を受けたところ、日本化成工業への配属を打診された。一方で海軍の短期現役主計科士官にも合格したため、徴兵されると兵となる事などを考え、休職の形を取って海軍に入っている。
第二次世界大戦のため卒業が繰り上げられており、1942年に大学を卒業して海軍経理学校に入学。半年間の訓練を受け、1943年2月に中尉として海軍航空本部から名古屋市の監督官事務所に出向している。1年後に軍需省の東海軍需監理部に移り、航空機の生産管理を担当してアセチレンガスの手配などを行なった。当時の上官は岡田資で、後々まで尊敬するほど偉大な上司だったという。1945年3月に親戚にあたる宇野賢一郎の一人娘と結婚し、3人の子を儲けた後に野村から宇野に改姓している。名古屋で終戦を迎えて残務整理が終わった1945年11月に復員したが、日本化成工業には辞表を送ってしばらく無職となっていた。

### 呉羽紡績以降
その後、義父の友人の紹介で大建産業に入社し、貿易課を経て関連会社を監督する事業課に異動し河本嘉久蔵と同僚になっている。1949年に過度経済力集中排除法で会社が分割されると、海軍時代に工場を担当した経験からメーカーへの興味が強かったため呉羽紡績（東洋紡の前身）に移籍した。綿糸の加工委託の担当時に商品を横流しされていたのに気づかず1億円近い損害を出したこともあったが、1953年にニューヨーク駐在勤務を命ぜられている。1年余りにわたって単身赴任しながら市場調査を行ない、帰国後は輸出を中心とした繊維営業部門に配属された。1958年に生地の染色などを担当する加工綿布課長となった頃から仕事が面白くなり、7人ほどの課員と家族のように過ごしたという。なお、当時の部下に橋本龍太郎がいた。
織物部長となっていた1966年に会社が東洋紡績と合併し、加工品輸出部副部長となった。さらに半年後に商品開発部長を経て、1968年に新設の化成品事業部長となっている。同事業部では社内初となる本格的な非繊維事業を手がけ、ポリプロピレンフィルムなどを事業化した。成熟産業となった繊維部門が低迷する一方でフィルム事業は急激に成長し、1972年に取締役に就任。常務、専務、副社長を経て1978年には社長に昇格するという急速な出世をしたが、役員時代にはオイルショックがあり、対策として事業の多角化を検討したものの具体化に至らなかった。
社長就任時には2期4年を務めて茶谷周次郎に交代する方針がまとまっており、黒字転換や復配を達成した後の1983年に会長に退いた。茶谷が関西経済同友会の代表幹事を務めて多忙だったため、社長交代が予定より1年遅くなったという。まもなく河崎邦夫から打診を受けて関経連副会長の座を継ぎ、任期後半の2年間は関西文化学術研究都市建設のため建設特別法の制定などに尽力した。1987年に日向方齊から指名されて後任の関経連会長となり、「関西の活性化」というスローガンを掲げた。そのために国家プロジェクトを関西地方に誘致することを目指し、7年間の任期中に822件、事業費にして計41兆円のプロジェクトが生まれている。また、関西への遷都なども繰り返し提言し、道州制の導入なども訴えている。
1990年に発足した第3次行革審では会長代理を務め、最終答申のとりまとめに関わった。また1990年には東洋紡とローヌ・プーランの合弁事業や関経連としての日仏交流が評価され、レジオンドヌール勲章のオフィシエ章を授与されている。また、1991年には勲一等瑞宝章を受章した。1994年に後任の関経連会長に川上哲郎を指名して退任したが、本命視されていた小林庄一郎を選ばなかったため反響を呼んだ。これについては規制緩和などに取り組むためには電力会社の小林は難しいと考えた事などが理由だったと語り、一方で自身の就任当初から小林を後継者として予定していたとも述べている。同年から伊藤忠兵衛基金理事長。2000年11月12日、胆管癌のため逝去。

## 人物など
趣味はゴルフで、ニューヨーク駐在時代に始めて20ヶ国以上でプレーしている。また茨木カンツリー倶楽部の理事長も務め、ハンデキャップは最高で12だった。座右の銘としてサミュエル・ウルマンの『青春』の一節を挙げ、ウルマンに関する書籍を共著で出版している。
関経連の会長時代には、特に辣腕型の前任者達と比較して紳士的で調整型の性格だと評されていた。野村与曽市は叔父。

## 共著
- 『「青春」という名の詩 幻の詩人サムエル・ウルマン』作山宗久共著 産業能率大学出版部 1986　『サムエル・ウルマンの「青春」という名の詩』三笠書房 知的生きかた文庫